# Elva (álbum)
Elva es el cuarto álbum de estudio del grupo de rock de San Diego Unwritten Law, lanzado en 2002 por Interscope Records. Con este álbum, la banda se trasladó de su fórmula de punk rock anterior hacia un sonido de hard rock y rock alternativo más accesible. El grupo consiguió un gran éxito con su canción Seein' Red, la cual alcanzó el puesto número 1 en las listas de rock moderno en Estados Unidos.
Elva fue el primer álbum con el bajista Pat "PK" Kim. También incluye colaboraciones por parte de Tony Kanal de No Doubt, Josh Freese de The Vandals, y Neville Staple de The Specials. Las dos pistas Raleigh Soliloquy son grabaciones de los despotriques de Raleigh Theodore Sakers. Anteriores grabaciones de sus quejas habían sido numeradas como soliloquios I-III y habían sido parte del álbum de Sublime, Robbin' in the Hood. Luego de la última pista "Evolution" hay un mensaje telefónico para el cantante Scott Russo de Tom DeLonge de Blink 182, un amigo cercano de la banda que había crecido con ellos en su pueblo natal de Poway.

## Lista de canciones
1. "Mean Girl" (letras: Ben Rosen, Russo) - 3:06
2. "Up All Night" - 3:03
3. "Sound Siren" - 2:50
4. "How You Feel" - 2:45
5. "Blame It on Me" - 2:36
6. "Seein' Red" - 3:47
7. "Nick and Phil" (sin música; charla entre Nicholas Wright y Phil Jamieson) - 0:38
8. "Hellborn" - 3:19
9. "Geronimo" - 3:29
10. "Rescue Me" - 4:01
11. "Actress, Model..." (letras: John Brinton Hogan, Russo) - 3:09
12. "Raleigh (Soliloquy, Pt. V)" (sin música; monólogo de Raleigh Theodore Sakers) - 0:14
13. "Babalon" - 4:08
14. "Raleigh (Soliloquy, Pt. VI)" (sin música; monólogo de Sakers) - 0:42
15. "Rest of My Life - 2:43
16. "Elva" - 4:08

## Créditos

### Grupo
- Scott Russo - voces
- Steve Morris - guitarra
- Rob Brewer - guitarra
- Pat "PK" Kim - bajo
- Wade Youman - batería, percusión

### Músicos adicionales
- Josh Freese - batería en "Up All Night"
- John Shanks - guitarra adicional en "Sound Siren" y slide en "Actress, Model..."
- Miguel - guitarra en "How You Feel," guitarrista principal en "Seein' Red"
- Marshall Goodman - percusión en "Up All Night" y "Hellborn"
- Michael Fisher - percusión india en "Babalon"
- The Allday Singers - coro en "Babalon"
- Tony Kanal - bajo en "Rest of My Life"
- Neville Staples - DJ en "Evolution"
- Raleigh Theodore Sakers - voz en pistas 12 & 14

### Producción
- John Shanks y Miguel – producción
- Josh Abraham – producción y mixing de "Rest of My Life"
- Mark DeSisto y Tobias Miller – ingenieros de sonido
- Dan Chase, Tal Herzberg, y Baraka – Pro Tools
- Eddie Ashworth – ingeniería adicional
- Mike McMullen y Jerry Moss – ingenieros asistentes
- David J. Holman – mixing
- Brian Garder – masterización

### Arte
- Steven R. Gilmore – diseño del disco, dirección de arte, dibujos en portada (basados en dibujos originales de Wade Youman)
- Wade Youman y Marc B. – dirección de arte
- Mark Baldswin – pinturas en portada
- Dean Karr – fotografía

## Listas
Álbum - Billboard (América del Norte)
| Año  | Lista             | Posición |
| ---- | ----------------- | -------- |
| 2002 | The Billboard 200 | 69       |

Sencillos - Billboard (América del Norte)
| Año  | Sencillo       | Lista              | Posición |
| ---- | -------------- | ------------------ | -------- |
| 2002 | "Seein' Red"   | Modern Rock Tracks | 1        |
| 2002 | "Up All Night" | Modern Rock Tracks | 14       |